# Денисовка (Коми)
Денисовка (коми Денисов) — деревня в городском округе Усинск Республики Коми России.

## История
Основана в 1891 году и первоначально называлась Денисовка-Щельябож или Маня (Миня).
По состоянию на 1920 год, в деревне Денисовка-Щелья-Беж (Миня) имелось 24 двора и проживало 158 человек (84 мужчины и 74 женщины). В административном отношении входила в состав Кипиевского общества Кипиевской волости Ижмо-Печорского уезда.

## География
Деревня находится в северной части Республики Коми, в пределах Печорской низменности, на левом берегу реки Печоры, на расстоянии примерно 89 километров (по прямой) к западу-северо-западу (WNW) от города Усинска, административного центра района. Абсолютная высота — 30 метров над уровнем моря.
Климат
Климат характеризуется как умеренно континентальный, с продолжительной морозной многоснежной зимой и коротким прохладным летом. Средняя температура воздуха самого тёплого месяца (июля) составляет 15,7 °C; самого холодного (января) — −17,3 °C. Среднегодовое количество атмосферных осадков составляет 540 мм. Снежный покров держится в течение 200—220 дней в году.
Часовой пояс
Денисовка, как и вся Республика Коми, находится в часовой зоне МСК (московское время). Смещение применяемого времени относительно UTC составляет +3:00.

## Население
| 2010 |
| ---- |
| 494  |

Гендерный состав
По данным Всероссийской переписи населения 2010 года в гендерной структуре населения мужчины составляли 51,8 %, женщины — соответственно 48,2 %.
Национальный состав
Согласно результатам переписи 2002 года, в национальной структуре населения коми составляли 94 % из 548 чел.

## Улицы
Уличная сеть деревни состоит из четырёх улиц.